# 표층지반증폭률
표층지반증폭률(表層地盤増幅率)은 지표면 근처에서 퇴적된 지층(표층지반)의 지진 발생시 흔들림의 크기를 수치화한 값으로 지진에 대한 지반의 취약한 정도를 나타낸다. 즉 지진의 힘에 곱해지는 일종의 계수로 수치가 클수록 지반이 약하며 작은 지진에도 더 잘 흔들린다. 일본에서는 1.5 이상일 경우 주의가 필요하고, 2.0 이상이 넘는 지반일 경우 강한 흔들림에 주의해야 한다고 경고한다. 방재과학기술연구소에 따르면 지반증폭률이 1.6인 지반은 약한 지반으로 분석하고 있다.

## 설명
지진 발생시 흔들림의 크기는 진원 특성, 지진파의 전파 특성과 함께 지표면 인근의 얕은 부분인 표층지반의 특성 및 퇴적층의 두께와도 관련이 있다. 즉 지진파는 지하 깊은 곳의 암반에서 지표 인근의 비교적 단단한 지층을 거쳐 더 얕은 표층 지층까지 전파되어 땅으로 전달되는데 이 때 표층지반 때문에 지진동이 크게 증폭되기 때문이다. 이 표층지반의 증폭 정도를 수치화한 것이 표층지반증폭률이며 지반증폭률이 클수록 상대적으로 더 흔들리기 쉽다.
일본 전국 각지의 표층지반증폭률은 일본 정부 산하 지진조사연구추진본부가 약 250 m 사각형을 단위로 세분화한 수치로 발표하고 있으며 독립행정법인 방재과학기술연구소가 운영하는 "지진헤저드스테이션" 웹사이트에서 확인할 수 있다.

## 측정 방법
시추 조사를 통해 얻은 지반 정보로부터 지층별로 각종 물리 정수를 추정해 계산하거나, 평균 지반의 S파 속도를 통해 계산하는 방법이 일반적이지만, 미소지형 구분에 따른 통계 분석에 기반한 방법으로도 측정할 수 있다. "지진헤저드스테이션"의 데이터는 미소지형구분에서 산출된 30 m 두께의 표층지반에서 평균 S파 속도(AVS30)을 이용한 값으로 공학적 기반(Vs=400 m/s)에서 지표에 이르는 최대속도의 증폭률을 나타낸 것이다.

## 같이 보기
- 지진
- 지반